# Сумњиво лице (ТВ филм из 1979)
Сумњиво лице је југословенска ТВ комедија из 1979. године. Режирао га је Александар Огњановић а сценарио је написан по комедији Бранислава Нушића.

## Улоге
| Глумац                     | Улога           |
| -------------------------- | --------------- |
| Никола Симић               | Јеротије Пантић |
| Оливера Марковић           | Анђа            |
| Огњанка Огњановић          | Марица          |
| Драган Зарић               | Вића            |
| Марко Тодоровић            | Жика            |
| Иван Бекјарев              | Милисав         |
| Драгољуб Милосављевић Гула | Таса            |
| Милан Цаци Михаиловић      | Ђока            |
| Петар Краљ                 | Алекса Жуњић    |
| Бранислав Цига Миленковић  | Газда Миладин   |
| Боро Стјепановић           | Газда Спаса     |
| Никола Јовановић           | Јоса пандур     |